# Kneria angolensis
Kneria angolensis är en fiskart som beskrevs av Steindachner, 1866. Kneria angolensis ingår i släktet Kneria och familjen Kneriidae. IUCN kategoriserar arten globalt som livskraftig. Inga underarter finns listade i Catalogue of Life.